# Parantica dabrerai
Parantica dabrerai is een vlinder uit de familie Nymphalidae, onderfamilie Danainae.
De wetenschappelijke naam van de soort is voor het eerst geldig gepubliceerd door Miller & Miller in 1978.
De soort komt alleen voor in Indonesië. Hij staat op de Rode Lijst van de IUCN als kwetsbaar.